# Campeonato Sulamericano de Remo

O Campeonato Sul-americano de Remo é uma competição sul-americana do esporte de Remo que é organizada pela Confederação Sul-americana de Remo (CSAR). Atualmente se realiza anualmente.

## Edições
| No.                                   | Ano  | Sede           | País      | Campeão   |
| ------------------------------------- | ---- | -------------- | --------- | --------- |
| Campeonato Sulamericano de Remo 1931  | 1931 | Montevideo     | Uruguai   | Brasil    |
| Campeonato Sulamericano de Remo 1935  | 1935 | Rio de Janeiro | Brasil    | Brasil    |
| Campeonato Sulamericano de Remo 1940  | 1940 | Buenos Aires   | Argentina | Argentina |
| Campeonato Sulamericano de Remo 1945  | 1945 | Rio de Janeiro | Brasil    | Argentina |
| Campeonato Sulamericano de Remo 1948  | 1948 | Montevideo     | Uruguai   | Argentina |
| Campeonato Sulamericano de Remo 1952  | 1952 | Valdivia       | Chile     | Argentina |
| Campeonato Sulamericano de Remo 1954  | 1954 | Rio de Janeiro | Brasil    | Brasil    |
| Campeonato Sulamericano de Remo 1956  | 1956 | Callao         | Peru      | Argentina |
| Campeonato Sulamericano de Remo 1958  | 1958 | Buenos Aires   | Argentina | Argentina |
| Campeonato Sulamericano de Remo 1960  | 1960 | Montevideo     | Uruguai   | Argentina |
| Campeonato Sulamericano de Remo 1962  | 1962 | Buenos Aires   | Argentina | Argentina |
| Campeonato Sulamericano de Remo 1964  | 1964 | Rio de Janeiro | Brasil    | Argentina |
| Campeonato Sulamericano de Remo 1965  | 1965 | Rio de Janeiro | Brasil    | Argentina |
| Campeonato Sulamericano de Remo 1968  | 1968 | Callao         | Peru      | Argentina |
| Campeonato Sulamericano de Remo 1970  | 1970 | Concepción     | Chile     | Argentina |
| Campeonato Sulamericano de Remo 1972  | 1972 | Montevideo     | Uruguai   | Argentina |
| Campeonato Sulamericano de Remo 1974  | 1974 | Buenos Aires   | Argentina | Argentina |
| Campeonato Sulamericano de Remo 1976  | 1976 | Rio de Janeiro | Brasil    | Brasil    |
| Campeonato Sulamericano de Remo 1978  | 1978 | Valdivia       | Chile     | Brasil    |
| Campeonato Sulamericano de Remo 1982  | 1982 | Buenos Aires   | Argentina | Brasil    |
| Campeonato Sulamericano de Remo 1984  | 1984 | Rio de Janeiro | Brasil    | Brasil    |
| Campeonato Sulamericano de Remo 1986  | 1986 | Concepción     | Chile     | Brasil    |
| Campeonato Sulamericano de Remo 1988  | 1988 | Buenos Aires   | Argentina | Brasil    |
| Campeonato Sulamericano de Remo 1990  | 1990 | Buenos Aires   | Argentina | Argentina |
| Campeonato Sulamericano de Remo 1992  | 1992 | Sao Paulo      | Brasil    | Argentina |
| Campeonato Sulamericano de Remo 1994  | 1994 | Concepción     | Chile     | Argentina |
| Campeonato Sulamericano de Remo 1996  | 1996 | Callao         | Peru      | Brasil    |
| Campeonato Sulamericano de Remo 1998  | 1998 |                |           | Argentina |
| Campeonato Sulamericano de Remo 2000  | 2000 | Buenos Aires   | Argentina | Brasil    |
| Campeonato Sulamericano de Remo 2001  | 2001 | Callao         | Peru      | Brasil    |
| Campeonato Sulamericano de Remo 2005  | 2005 | Valparaíso     | Chile     | Brasil    |
| Campeonato Sulamericano de Remo 2006  | 2006 | Buenos Aires   | Argentina | Brasil    |
| Campeonato Sulamericano de Remo 2008  | 2008 | Viña del Mar   | Chile     | Brasil    |
| Campeonato Sulamericano de Remo 2009  | 2009 | Tigre          | Argentina | Argentina |
| Campeonato Sulamericano de Remo 2010  | 2010 | Concepción     | Chile     | Chile     |
| Campeonato Sulamericano de Remo 2011  | 2011 | Buenos Aires   | Argentina | Argentina |
| Campeonato Sulamericano de Remo 2012  | 2012 | Valparaíso     | Chile     | Argentina |
| Campeonato Sulamericano de Remo 2013  | 2013 | Rio de Janeiro | Brasil    | Argentina |
| Campeonato Sulamericano de Remo 2015  | 2015 | Huacho         | Peru      | ???       |
| Campeonato Sulamericano de Remo 2017  | 2017 | Brasília       | Brasil    | Argentina |
| Campeonato Sul-americano de Remo 2021 | 2021 | Rio de Janeiro | Brasil    | Brasil    |

## Títulos
- Argentina 22 Títulos
- Brasil 16 Títulos
- Chile 01 Título